# Acció Solidària Contra l’Atur
Acció Solidària Contra l'Atur (ASCA) és una organització no governamental i sense ànim de lucre —concretament, una fundació privada—, fundada el 4 de març de 1981 a Barcelona, l'objectiu de la qual és mobilitzar la ciutadania per lluitar per canviar la realitat injusta de l'atur, però no pas fent beneficència sinó amb la creació de nous llocs de treball.
Està formada bàsicament per persones voluntàries. Gestiona un fons econòmic privat amb el qual concedeix préstecs sense interessos a persones o col·lectius que presentin un projecte de negoci que creï ocupació i que, a més, sigui viable.
Consta d'un Patronat, d'un Consell directiu, d'un Consell executiu, de diverses persones voluntàries i de 4 treballadores assalariades.